# Romolo Caggese
Romolo Caggese (Ascoli Satriano, 26 giugno 1881 – Milano, 5 luglio 1938) è stato uno storico italiano.
(A.Ventura)

## Il percorso formativo
I genitori Potito e Amalia Ursomando, che provenivano da una famiglia della media borghesia, gli consentirono di frequentare il prestigioso seminario di Ascoli Satriano fino a quando raggiunse l'età di sedici anni. Successivamente proseguì gli studi presso il liceo classico di Foggia, dove fu influenzato soprattutto dall'insegnamento del professor Francesco Carabellese, che gli consigliò di intraprendere gli studi storici.
Ottenuta come studente meritevole una borsa di studio si iscrisse all'Istituto di Studi Superiori di Firenze e qui completò la sua formazione culturale sotto la guida di Pasquale Villari e sotto l'influenza di Gaetano Salvemini. Si laureò il 21 ottobre del 1904 discutendo con Villari una tesi di laurea, pubblicata nel 1905, intitolata Un comune libero alle porte di Firenze nel secolo XIII, in cui ricostruisce la storia dei rapporti politici tra la città di Prato e la campagna circostante, in modo da spiegare la nascita di quel Comune.

## La carriera universitaria
- 24 giugno 1907: consegue la libera docenza in storia moderna a Pavia.
- 16 dicembre 1918:diventa docente straordinario all'Università di Messina.
- 16 ottobre 1923:ottiene la cattedra di Storia moderna, come docente ordinari, all'Università di Pisa.
- dicembre 1923: ottiene la cattedra di Storia Economica dell'Istituto di Scienze Economiche di Napoli.
- gennaio 1926:ottiene la prestigiosa cattedra di Storia Medioevale e Moderna di Gioacchino Volpe presso la Facoltà di Lettere di Milano e la conserva fino alla morte (1938).
- 1929-1937: tiene lezioni di alta cultura all'Università per Stranieri di Perugia.

## Le ricerche storiche
Frutto di questa prima esperienza storiografica furono successivamente le scelte metodologiche che fece in direzione di una storiografia indipendente dall'influenza del positivismo dominante in quegli anni nella cultura italiana.
Nel 1907 mise a frutto le vaste conoscenze acquisite nel corso di laboriose ricerche giovanili e scrisse Classi e Comuni rurali nel Medioevo italiano, opera in cui in maniera diversa da altri storici teorizzò l'origine dei comuni rurali individuando la radice della nascita del comune nel vincolo del vicinato, che secondo lui aveva determinato un rafforzamento della personalità giuridica del colono nei rapporti contrattuali col feudatario, perché fece nascere le prime forme di  "contrattazione collettiva" tra il signore e i servi del contado. Precedentemente alcuni storici tedeschi (tra i quali Mauer e Hatmann) avevano seguito la teoria della nascita del comune dalla "marca germanica"; invece il Palmieri aveva sostenuto la tesi della derivazione dalla "parrocchia di campagna".
Poco dopo, l'amministrazione comunale di Firenze, avendo notato la profonda conoscenza che il Caggese aveva dimostrato di avere degli archivi e della storia comunale toscana, e soprattutto fiorentina, gli diede l'incarico di pubblicare gli Statuti della Repubblica Fiorentina. A questa ricerca storica fece seguito a cominciare dal 1912 la pubblicazione in tre volumi della Storia di Firenze dalla decadenza di Roma al Risorgimento, che mostra – seguendo la metodologia della scuola economico-giuridica – come il susseguirsi alla guida dello Stato di classi e partiti incapaci di governarlo lo fecero rapidamente scivolare verso la Signoria.
Nel 1924 scrisse il saggio storico sull'abile mediatore politico francese Mirabeau, uno dei protagonisti dell'Assemblea Nazionale Costituente del 1789 e che nel 1929 apparve sulla Cambridge Medieval History. Nel 1930 pubblicò il volume Roberto d'Angiò, nel quale individuò le cause dell'arretratezza del Mezzogiorno, della depressione economica meridionale, dello spopolamento delle campagne come una conseguenza dell'ambizione senza limiti e della incapacità di governare del suo sovrano. Continuazione di queste ricerche furono i due volumi intitolati Grande storia d'Italia, dei quali vide stampato solo il primo, perché il secondo fu pubblicato postumo dal Barbagallo, un anno dopo la sua morte nel 1939.

## Le scelte politico-culturali

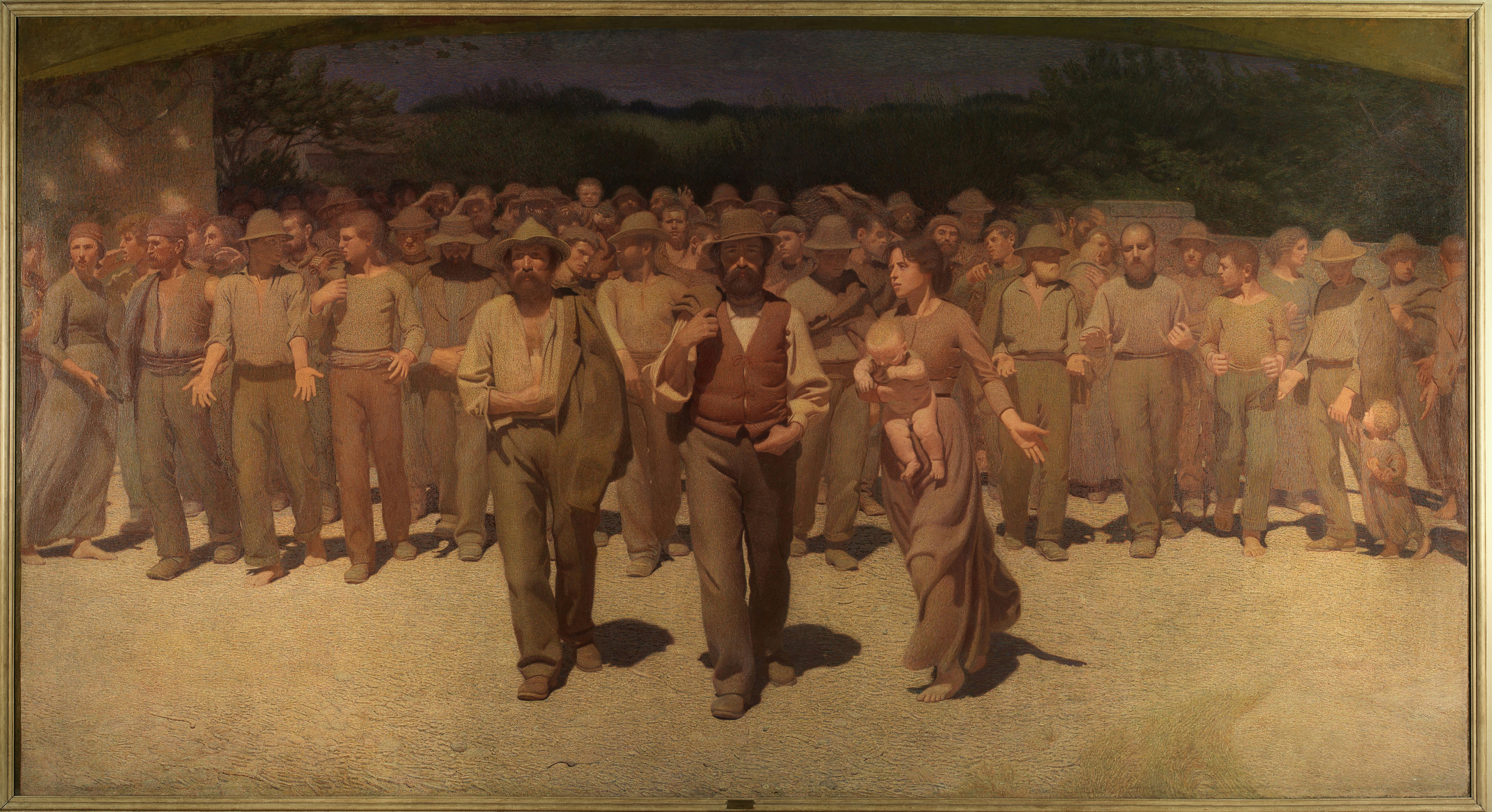
Il quarto stato, celebre dipinto realizzato dal pittore Giuseppe Pellizza da Volpedo nel 1901, può essere considerato un emblema della battaglia politica meridionalistica combattuta dal Caggese.

Negli anni che vanno dal 1914 al 1924 il Caggese sotto l'influenza fre gli altri di Ettore Ciccotti, Gaetano Salvemini, Pasquale Villari, Giustino Fortunato, Napoleone Colajanni partecipò alla battaglia politica del meridionalismo in difesa della povertà del Mezzogiorno d'Italia e in linea con le idee politiche del Salvemini individuava nella "politicizzazione socialista delle masse meridionali" l'unica possibilità di riscattare i contadini dallo sfruttamento da parte dei "galantuomini".
Successivamente, però, il Caggese, seguendo l'esempio di Leonida Bissolati, accusò il Partito Socialista Italiano di essere un "ramo secco" incapace di portare avanti nel Mezzogiorno una politica intransigente in difesa degli interessi delle classi lavoratrici. Tuttavia il 12 luglio del 1914 si presentò a Napoli alle elezioni nel mandamento di Avvocata come candidato socialista ed entrò così a far parte del Consiglio comunale e provinciale napoletano, arrivando anche a svolgere il ruolo di vicesindaco di Arturo Labriola dopo il 1916-1917.
In questo periodo il Caggese in campo nazionale si adoperò a sostenere l'intervento italiano a fianco dell'Intesa, senza nascondere all'opinione pubblica "le nuove difficoltà che sarebbero venute al Mezzogiorno dalla guerra" (A.Ventura), ma anche evidenziando i vantaggi che sarebbero derivati a tutto il paese in caso di vittoria. Perciò la grande guerra iniziò a Napoli con "un clima di grande esaltazione patriottica".

## Il cedimento al fascismo
(A. Ventura)
Terminata la guerra, « il Caggese», scrive il Ventura, «a livello nazionale e locale, assunse posizioni nettamente contrastanti con la sua prima azione meridionalistica e politica, lasciandosi andare a concessioni e compromessi con il fascismo emergente, tali da anticipare l'opera di aperto fiancheggiamento prestata nel 1925».
In questo modo giunse a collaborare – su invito del medioevalista Gioacchino Volpe – alla creazione dell'Enciclopedia Treccani, che contribuì ad orientare verso il fascismo l'opinione pubblica nazionale colta. Avendo attraverso una serie di comportamenti data materialmente e praticamente la sua adesione al fascismo la critica ideologico-politica lo accusò di"'cedimento al fascismo", il che lo amareggiò durante gli ultimi anni della sua vita fino al giorno in cui la morte lo colse a Milano il 5 luglio 1938.

## Altri riferimenti biografici
- 28 aprile 1898: il giovane Caggese assiste involontariamente ad un tumulto popolare che sconvolge Foggia, capoluogo provinciale, e matura l'interesse per lo studio della storia delle agitazioni sociali.
- 2 dicembre 1900: stringe amicizia con Gaetano Salvemini, che insegnava al liceo Galilei di Firenze.
- ottobre 1909: assume l'incarico di dirigere Il Socialista.
- 12 luglio 1914: rientra nelle file dell'Unione Socialista Napoletana, dopo essersene allontanato nel 1910; dalle pagine de Il Secolo e dell'Idea Democratica sostiene l'intervento dell'Italia a fianco dell'Intesa.
- 1919: si oppone al varo del decreto Visocchi (governo Nitti), che proponeva una serie di misure legislative favorevoli verso i contadini e le loro cooperative.
- 1919-20: rifiuta di accettare la candidatura nelle liste socialiste prima in Capitanata, poi a Napoli.
- 1º maggio 1925: firma l'adesione al manifesto antifascista di Benedetto Croce; ma dopo pochi giorni rompe definitivamente con gli ambienti liberali antifascisti di Napoli.
- 1926: 1410 intellettuali collaborano all'Enciclopedia Treccani, tra cui il Caggese su invito del Volpe.
- 1928: il Fascismo lo rimuove dalla direzione dellaRivista d'Italiae lo sospende dalla partecipazione alle commissioni di concorso.
- 1931: il Fascismo impone il giuramento di fedeltà al regime: soltanto dodici rifiutano dei mille e duecento; i giornali antifascisti il Mondo e il Becco Giallo scatenano contro il Caggese una serie di attacchi satirici, senza riuscire a dissuaderlo.
- 1937: alla Treccani collaborano 3266 intellettuali.
- 1938: Romolo Caggese muore a Milano.